# Greenville (Texas)
Greenville és una ciutat, deu del Comtat de Hunt, a l'estat de Texas. Segons el cens del 2000 tenia 23.960 habitants.

## Demografia
Segons el cens del 2000, Greenville tenia 23.960 habitants, 9.156 habitatges, i 6.171 famílies. La densitat de població era de 272,8 habitants per km².
Dels 9.156 habitatges en un 31,7% hi vivien nens de menys de 18 anys, en un 49,4% hi vivien parelles casades, en un 13,9% dones solteres, i en un 32,6% no eren unitats familiars. En el 28,6% dels habitatges hi vivien persones soles l'11,8% de les quals corresponia a persones de 65 anys o més que vivien soles. El nombre mitjà de persones vivint en cada habitatge era de 2,56 i el nombre mitjà de persones que vivien en cada família era de 3,13.
Per edats la població es repartia de la següent manera: un 27% tenia menys de 18 anys, un 9,9% entre 18 i 24, un 28,2% entre 25 i 44, un 20,2% de 45 a 60 i un 14,7% 65 anys o més.
L'edat mediana era de 35 anys. Per cada 100 dones de 18 o més anys hi havia 90,5 homes.
La renda mediana per habitatge era de 34.606 $ i la renda mediana per família de 41.808 $. Els homes tenien una renda mediana de 31.556 $ mentre que les dones 22.373 $. La renda per capita de la població era de 17.231 $. Aproximadament l'11,3% de les famílies i el 16,3% de la població estaven per davall del llindar de pobresa.

## Poblacions properes
El següent diagrama mostra les poblacions més properes.